# Goli Breg
Goli Breg is een plaats in de gemeente Zagreb in de Kroatische provincie Stad Zagreb. De plaats telt 365 inwoners (2001).